# Intension et extension
Pour l’article ayant un titre homophone, voir Intention.
En logique, l’intension (ou « compréhension ») et l’extension sont deux façons de définir un concept. L'intension d'un concept est sa définition. Par exemple, l'intension de « chat » est : « animal à quatre pattes de la famille des félins ». L'extension est l'ensemble des choses auxquelles l'intension (la définition) s'applique. Par exemple : mon chat, le chat de mon voisin, les chats siamois, etc.
On parle ainsi de « définition en intension » pour faire référence au contenu du concept de chat (« animal à quatre pattes de la famille des félins ») et de « définition en extension » pour l'ensemble des choses auxquelles s'applique la définition en intension.
L'intension et l'extension sont utilisées de nos jours en philosophie du langage et sont héritées de la philosophie ancienne et médiévale. L'usage moderne de cette distinction correspond à la distinction fregéenne entre sens et dénotation. En logique aristotélicienne, l'intension est définie plus précisément comme l'ensemble des prédicats qui appartiennent à un concept, c'est-à-dire l'ensemble des prédicats du sujet. 

## La distinction sens et dénotation
Dans son article Über Sinn und Bedeutung, Frege distingue la dénotation (Bedeutung, aussi traduit par « référence »), l'objet du monde auquel réfère la proposition, et le sens (Sinn), qu'il définit comme « le mode de donation » de la dénotation, c'est-à-dire l'ensemble des règles permettant d'établir la dénotation de la proposition. Notons que le sens que prend ici dénotation, selon Frege (ou plutôt ses traducteurs), n'a rien à voir avec la distinction courante entre dénotation et connotation, et même s'y oppose : dans le sens courant, on parle de deux aspects du sens (signifié), littéral et figuré. Tandis que pour Frege dénotation désigne l'ensemble des choses du monde (réel ou imaginaire) auxquelles un terme peut s'appliquer : on est là à l'extérieur du sens, du signe et du langage, et dans le monde.
Les deux notions sont liées mais bien distinctes ; une proposition peut ne pas avoir de dénotation et être douée de sens – par exemple : La petite-fille du Père Noël est charmante. Des descriptions définies, comme la petite-fille du Père Noël ou l'empereur de Suisse, ont un sens mais pas de dénotation ; dans le vocabulaire moderne de la logique, on dit qu'elles ont une intension mais pas d'extension (ou une extension vide).

## La distinction entre intension et extension
Toute classe d'éléments peut être définie en extension (en nommant ou en désignant chaque individu qui en fait partie) ou en intension, par une description (spécification d'un certain nombre de prédicats) qui définit la classe. L'intension s'identifie ainsi au concept.
Par exemple, la classe des rois de France peut être désignée extensionnellement en donnant une liste de noms, ou intensionnellement par le concept de « roi de France » (c'est-à-dire le prédicat, la propriété « être un roi de France »).
Deux termes peuvent dès lors avoir une intension différente, c'est-à-dire être des concepts distincts, tout en ayant la même extension, c'est-à-dire correspondre au même groupe d'objets : par exemple, les termes de « créature dotée d’un foie » et de « créature dotée d’un rein ») désignent, dans le monde réel, les mêmes créatures. La réciproque n'est pas vraie : deux termes ne peuvent avoir la même intension mais avoir une extension différente. L'identité d'intension détermine donc l'identité d'extension ; ou encore, la signification d'un terme (son intension) détermine son extension.
Selon la théorie médiévale, « le concept correspondant à un terme n'était rien d'autre qu'une conjonction de prédicats » (Putnam, 1975). Dès lors, « le concept correspondant à un terme devait toujours fournir des conditions nécessaires et suffisantes d'appartenance à l'extension du terme ». Les discussions médiévales étaient de nature à la fois logique et théologique : il y avait en effet un paradoxe théologique qui se présenta aux théologiens juifs, arabes et chrétiens, concernant la définition du terme « Dieu ». Le concept de Dieu était en effet déterminé par la conjonction de différents termes, les « perfections divines » : « souverainement bon », « tout-puissant », « omniscient », etc. Mais l'unité divine empêchait l'essence divine d'être complexe : « “Dieu” était défini à l'aide d'une conjonction de termes, mais Dieu (sans guillemets) ne pouvait pas être le produit logique des propriétés correspondantes ».

## Intension, concept et état psychologique
Une théorie dominante affirmait ainsi que la signification d'un terme ou d'un énoncé, au sens d'intension, était un concept. Selon Hilary Putnam, cette théorie débouchait sur la conclusion selon laquelle un concept était une entité mentale. Frege et Carnap, qui partageaient cette théorie du concept, mais refusaient le « psychologisme », assimilaient le concept non pas à une entité mentale, mais à une entité abstraite. Toutefois, la saisie de ces entités abstraites demeurait un « acte psychologique » : comprendre un mot, ou connaître son intension, c'était, selon eux, être dans un certain état psychologique.
C'est cela qu'a mis en cause Hilary Putnam dans son expérience de pensée dite de la Terre jumelle. Putnam s'attaque à en effet à cette théorie descriptiviste de la signification, qui repose selon lui sur deux hypothèses :
- connaître la signification d'un terme revient à être dans un certain état psychologique[1] ;
- la signification d'un terme (au sens d'intension) détermine son extension (au sens où l'identité d'intension implique l'identité d'extension)[1].